# Леслі Джон
Леслі Джон (фр. Leslie Djhone; нар. 18 березня 1981) — французький легкоатлет, який спеціалізувався в бігу на короткі дистанції, а на початку кар'єри — також у стрибках у довжину.

## Спортивні досягнення
Дворазовий олімпійський фіналіст з бігу на 400 метрів — 7-е місце у 2004 та 5-е місце у 2008.
Чемпіон світу з естафетного бігу 4×400 метрів (2003). Триразовий учасник фінальних забігів на 400 метрів на чемпіонатах світу — 4-е місце у 2003, 5-е місце у 2007 та 8-е місце у 2009. Крім 2003, також двічі брав участь у фінальних забігах естафети 4×400 метрів на чемпіонатах світу — 6-е місце у 2005 та 7-е місце у 2009.
Посів 4-е місце з естафетного бігу 4×400 метрів на Кубку світу (2006).
Срібний призер з естафетного бігу 4×100 метрів на чемпіонаті світу серед юніорів (2000).
Чемпіон Європи з естафетного бігу 4×400 метрів (2006). Бронзовий призер чемпіонату Європи з бігу на 400 метрів (2006) та з естафетного бігу 4×400 метрів (2002). Фіналіст (6-е місце) з бігу на 400 метрів та з естафетного бігу 4×400 метрів на чемпіонаті Європи (2010).
Переможець з бігу на 400 метрів (2007) та з естафетного бігу 4×400 метрів (2006, 2008) на Кубках Європи. Бронзовий призер з бігу на 400 метрів (2004) та з естафетного бігу 4×400 метрів (2002) на Кубках Європи. Срібний призер командного чемпіонату Європи з бігу на 400 метрів (2010).
Чемпіон Європи в приміщенні з бігу на 400 метрів та з естафетного бігу 4×400 метрів (2011).
Чемпіон Європи серед молоді з бігу на 400 метрів (2003). Срібний (2003) та бронзовий (2001) призер чемпіонатів Європи серед молоді з естафетного бігу 4×100 метрів.
Чемпіон Європи серед юніорів у стрибках у довжину та з естафетного бігу 4×100 метрів (1999).
Багаторазовий чемпіон Франції з бігу на 400 метрів.
Рекордсмен Франції з бігу на 400 метрів та з естафетного бігу 4×400 метрів.